# Elektromagnetische Bandstabilisierung
Die elektromagnetische Bandstabilisierung ist ein System zur Stabilisierung von schnell durchlaufenden ferromagnetischen Metallbändern wie Eisen- oder Stahlbänder mittels dynamisch angesteuerter Elektromagneten. Der Haupteinsatzbereich der elektromagnetischen Bandstabilisierung ist in Feuerverzinkungsanlagen zur kontinuierlichen Bandverzinkung.

## Grundlagen
Beim Feuerverzinkungsprozess verlässt das Band das Schmelzbad mit einer von der Bandgeschwindigkeit abhängigen, noch flüssigen Zinkauflage. Anschließend wird das Band durch die Abblasdüse geführt. Dort wird mit Luft oder Stickstoff unter Druck das überflüssige Zink über die gesamte Breite und auf beiden Seiten gleichmäßig abgeblasen, um eine vorgegebene Schichtdicke und homogene Oberfläche zu erreichen.
Die Qualität des Prozesses hängt dabei von der Entfernung der Düsen zum Band ab. Je näher diese sind, desto genauer ist der Prozess des Abblasens. Allerdings muss ein Minimalabstand von Düse und Band berücksichtigt werden, um ein Berühren der Abblasdüse mit dem durchlaufenden Band und damit Beschädigungen zu vermeiden.
Bedingt durch die Eigenschaften der Anlage wie zum Beispiel Hitzeentwicklung und des Bandmaterials kann es zu wellenförmigen Deformationen des Bandes über die Breite kommen. Zusätzlich sind Ablenkungen aus der idealen Durchgangslinie (pass line) oder auch den gesamten Prozess überlagernde Schwingungen des Bandes möglich. Diese Störungen beeinflussen den Abstand zwischen Düse und Bandmaterial negativ – er muss vergrößert werden. Der Prozess läuft nicht mehr ideal ab und es kommt zu einer inhomogenen Verteilung der Zinkschicht. Um eine minimale Zinkschichtdicke an jeder Stelle des Bandes garantieren zu können, muss das Band „überverzinkt“ werden. Die Zinkschicht ist mit ungleichmäßiger Dicke auf dem Material verteilt und es muss mehr Zink aufgetragen werden, als im Idealfall benötigt.
Abhilfe schafft eine zusätzliche Stabilisierung des durchlaufenden Bandes. Die herkömmliche Lösung der Bandberuhigung über Führungsrollen kann aber bei der Feuerverzinkung wegen der flüssigen Zinkschicht nicht eingesetzt werden. Auch eine weitere Erhöhung des Bandzuges hat seine Grenzen und führt nicht zum gewünschten Ergebnis.
Hier setzt das Verfahren der elektromagnetischen Bandstabilisierung an. Dazu wird auf beiden Seiten des Bandes so nahe wie möglich über der Düse eine Anordnung von Elektromagneten montiert. Diese wirken den Verformungen dynamisch und berührungslos entgegen. Sie dämpfen Schwingungen und halten das Band auf der optimalen Durchgangslinie. Damit wird die Homogenität der Zinkauflage über Bandbreite und -länge deutlich verbessert. Zudem kann der Abstand der Düsen zum Band verringert und der Prozess verbessert werden.

## Allgemeiner Aufbau und Funktion

Prinzipskizze Elektromagnetpaar mit Polschuhen, Abstandsensoren und dazwischen liegenden Metallband

Die Elektromagnete sind paarweise gegenüberliegend auf beiden Seiten des Bandes angebracht (siehe Prinzipskizze Elektromagnetpaar). Je ein Paar deckt dabei eine gewisse Breite des Bandes ab. Die Anzahl der benötigten Magnetpaare hängt also von der jeweiligen Bandbreite ab.
Polschuhe an beiden Schenkelenden jedes Elektromagneten sorgen für eine homogene, großflächige Verteilung des magnetischen Feldes (siehe Prinzipskizze Elektromagnetpaar). Damit wird eine gleichmäßige Kraftübertragung auf das Blech erreicht und eine frühzeitige, lokal auftretende, magnetische Sättigung auf dem Band verhindert.
An jedem Elektromagnet ist ein berührungslos arbeitender Sensor zur Ermittlung des Abstands zum Band montiert (siehe Prinzipskizze Elektromagnetpaar). Dieser Abstand wird für jedes Elektromagnetpaar über die gesamte Breite gemessen und dient als Grundlage der Ausregelung der Unregelmäßigkeiten des durchlaufenden Bandes. Die Elektromagnete üben im aktiven Zustand eine Zugkraft auf das Band aus.
Befindet sich das Band an einer Stelle zwischen einem Elektromagnetenpaar außerhalb der Mittenposition, wird der weiter entfernte Magnet aktiv und „zieht“ das Band an dieser Stelle zurück in die Idealposition. Durch die Anordnung der Elektromagnetpaare über die gesamte Breite des Bandes ist so eine Dämpfung der Schwingungen, ein Ausgleich von Verformungen des Bandes und eine Ausregelung in der idealen Mittenposition möglich.

## Wirkungsweise

Anordnung der Elektromagneten und der Sensoren mit durchlaufenden Metallband mit S-förmiger Deformation

Das Bild zeigt beispielhaft die Wirkungsweise der Anordnung der Elektromagneten bei einer S-förmigen Deformation des durchlaufenden Bandes. Hier werden die Sensoren 1A, 2A und 4B und 5B aktiv, um die Verformung auszugleichen. Paar 3 bleibt inaktiv, da das Band sich dort schon in der Sollposition befindet.